# Королевство Мбунда
Королевство Мбунда (порт. Reino dos Bundas; иногда Королевство Ангола или Мбундаленд) - доколониальное африканское государство, расположенное на юго-востоке современной Анголы. На пике могущества королевство простиралось от Митимойи (центральная часть Мошико) до территорий современной провинции Куандо-Кубанго.

## История

### Миграция племени мбунда
Племя мбунда покинуло территорию современного Южного Судана примерно в 1400 году из-за неблагоприятного климата. Они начали переселяться в поисках красного песка, так как он был похож на тот, что был у них на родине в Южном Судане. В конечном счёте обосновались они на территориях современных Замбии и Анголы, где основали королевство.

### Первая экспансия
Королевство начало расширяться на юг во времена правления двенадцатого и тринадцатого монархов (Катангила ка Мукенге и Ямбаямба Капанда). В ходе этой экспансии они достигли реки Лунгвебунгу, и вскоре после этого Лумбала Нгуимбо стала их столицей. Они также расширили свои владения на границы Замбии, которая позже была отторгнута при проведении колониальных границ.

### Конфликт с чокве
Конфликт между племенами начался, ибо считалось, что Чокве убили короля Мвене Катаволу I Мвечелу. Его преемника, Мвене Катаволу II Мусангу, подозревали в заговоре с целью его убийства. Мвене Катавола II Мусангу позже попытался жениться на рабыне чокве по имени Ньякома, которая принадлежала вождю Чокве Мва Мушилинджинджи. Мва Мушилинджинджи отказал Мвене Катаволе II Мусангу в женитьбе на Ньякоме в Луве. Из-за этого королевство объявило войну чокве. Война закончилась полной победой мбунда, чокве были завоеваны.

### Начало XIX века
К 1830 году народность мбунда начала сражаться на стороне алуйи в войне между алуйи и макололо. С помощью королевства мбунда алуйи одержали победу в войне. Это позволило первым начать колонизировать Баротселенд.

### Война с лувале
Мвене Мбанду и Лионтзи Капова возглавили народность мбунда в войне против лувале примерно в 1890 году, потому что лувале были против могущественных и независимых мбунда и хотели заполучить рабов из числа мбунда.
В результате войны лидер лувале Масамбо был убит, из-за чего племя проиграло и начало изгоняться из королевства.

### Конец XIX века
Мбунда также сражались на стороне алуйи в 1880 году в войне алуйи против Тонга. Тонга не смогли защититься и проиграли войну. В 1893 году между мбунда и алуйи был подписан договор о союзничестве. После заключения этого договора обстановка стала более мирной, и народ мбунда сосредоточился на сборе маниока, кукурузы и риса. Вскоре после прибытия Международной евангелической конвенции в 1880 году большая часть населения мбунда приняла христианство.

### Война Колонгонго
В 1914 году на территорию королевства Мбунда вторглись португальцы. Она окончилась в 1917 году подчинением и колонизацией Португалией земель мбунда.

## Внутренняя политика
В королевстве Мбунда действовала традиционная система правления, как и в других государствах того времени. Всем королевством управлял один король, происходивший из королевской семьи. Король обладал абсолютной властью, поэтому его решения выполнялись беспрекословно. Роль короля заключалась в том, чтобы принимать законы и управлять общинами. Король правил всем королевством, однако небольшие вождества и населённые пункты в пределах королевства также могли издавать собственные законы.

## Экономика
Мбунда были искусными мастерами по обработке железа и меди, а также охотниками и рыбаками. Для охоты на животных среднего размера они использовали луки и стрелы. Для ловли рыбы обычно использовали сети или корзины. Сети чаще всего использовали мужчины, а корзины — женщины. Мбунда выращивали сахарный тростник и другие культуры, а также разводили крупный рогатый скот.